# Мадам Папавуан
Мадам Папавуан (фр. Madame Papavoine), урождённая Пельсье (née Pellecier; ок. 1735, Париж — ок. 1790, Марсель) — французский композитор.

## Биография и творчество
О мадам Папавуан не известно практически ничего, включая её имя. Её фамилия впервые упоминается в Mercure de France в 1755 году, в «Каталоге произведений г-на и г-жи Папавуан», из чего следует, что она была женой скрипача Луи-Огюста Папавуана. Она указывается как автор шести камерных кантат (Les arrets d’amour, La tourterelle, Les charmes de la voix, La fête de l’amour, Issé и Le joli rien) под своей девичьей фамилией — Пельсье — и ещё двух (Le triomphe des plaisirs и Le Cabriolet) под фамилией мужа. Этот же выпуск содержит небольшую песню её авторства (Nous voici donc au jour l’an); ещё одна (Vous fuyez sans vouloir m’entendre) опубликована в июльском выпуске следующего года. Последняя её публикация — «пасторальная» мелодия «Reviens, aimable Thémire»; после 1761 года имя мадам Папавуан больше не упоминается. Стиль её произведений типичен для любительских композиций XVIII века, однако Le Cabriolet представляет собой более серьёзное произведение для голоса и струнного оркестра.
Вероятно, мадам Папавуан умерла около 1790 года в Марселе.